# كوكويو كاملين
كوكويو كاملين شركة كوكويو شركة كاملين هي شركة قرطاسية هندية متعددة الجنسيات كانت معرفة سابقا باسم "شركة كاملين Ltd."، لتصنيع الأدوات المكتبية مقرها في مومباي . تشارك الشركة الأرباح مع كوكويو من اليابان، التي تمتلك حوالي 51٪ من حصة كوكويو كاملين بعد شرائها في عام 2012. تعمل الشركة بتسويق مجموعة واسعة من المنتجات المتعلقة بالمواد الفنية وأدوات الكتابة والسلع المكتبية.

## تاريخ الشركة
تم تأسيس شركة كاملين في عام 1931 بواسطة الاخوين DP Dandekar و GP Dandekar،  حيث بدأ العمل باسم "Dandekar & Co." باستخدام الاحبار والأجهزة اللوحية عام 1931،  وسرعان ما بدأت في إنتاج "حبر Camel ink" لأقلام الحبر. تأسست كشركة خاصة في عام 1946، ثم تحولت إلى شركة عامة محدودة في عام 1998.
في مايو 2012 استحوذت شركة كوكويو المحدودة للقرطاسية اليابانية على 50.74٪ من شركة كاملين. دفع كوكويو  366 كرور روبية مقابل الاستحواذ. واصل ديليب دانديكار منصب رئيس مجلس الإدارة والعضو المنتدب للشركة. تهدف الصفقة إلى تسهيل دخول منتجات شركة كوكويو، وخاصة الورق والقرطاسية المكتبية إلى السوق الهندية. من ناحية أخرى، تهدف شركة كاملين إلى زيادة صادراتها إلى الدول الأخرى.
كان لدى شركة كاملين أكثر من 2000 منتج، معظمها أقلام الرصاص والباستيل والأحبار وأقلام التحديد. أيضًا، احتفظت كوكويو بعلامتي شركة كاملين و Camel. سترتفع هذه الحصة بعد ذلك إلى 74.99٪ بما في ذلك حصة صغيرة جدًا تقل عن 1٪ من عائلة Dandekar.

## المنتجات
تشمل مجموعة منتجات كوكويو كاملين ما يلي:
| المنتج           | منتجات |
| ---------------- | --- |
| أدوات الكتابة    | أقلام الحبر الجاف، وأقلام رولربال، وأقلام الحبر، والأحبار، وأقلام الرصاص، وأقلام الرصاص الميكانيكية، وأقلام التحديد، وأقلام التحديد، وأقلام الفرشاة |
| المواد الفنية    | طين النمذجة، أقلام ملونة، فحم، أقلام تلوين، ألوان زيتية باستيل، دهانات أكريليك، لوحات زيتية، ألوان مائية، قماش، بخاخ أكريليك                        |
| الادوات المكتبية | محايات، مساطر، غراء، مقص، مجموعات هندسية، أقلام تصحيح، دفاتر رسم، دفاتر                                                                             |

## أنظر أيضا
- هندوستان أقلام الرصاص
- كوكويو

## الروابط الخارجية
- الموقع الرسمي